# OSS 117 – Kair, gniazdo szpiegów
OSS 117 - Kair, gniazdo szpiegów (fr. OSS 117: Le Caire, nid d'espions) – francuski film komediowy z 2006 roku w reżyserii Michela Hazanaviciusa. Wyprodukowany został przez wytwórnię Gaumont. Zdjęcia kręcono w Paryżu oraz w podszywającym się pod Egipt Maroku (Casablanca, Kenitra, Rabat, Al-Dżadida).

## Opis fabuły
Rok 1955. Najlepszy francuski tajny agent (Jean Dujardin) wyrusza do Egiptu. Musi zbadać okoliczności śmierci swojego przyjaciela, zebrać informacje na temat rosyjskiego statku i zatroszczyć się o zachowanie pokoju na Bliskim Wschodzie.

## Obsada
- Jean Dujardin jako Hubert Bonisseur de La Bath, alias OSS 117
- Bérénice Bejo jako Larmina El Akmar Betouche
- Aure Atika jako księżniczka Al Tarouk
- Philippe Lefebvre jako Jack Jefferson